# Visual C++
Visual C++ är en utvecklingsmiljö för programmeringsspråket C++ och en del av Visual Studio utvecklad av Microsoft.